# Trophée Lancôme
De Trophée Lancôme was een toernooi voor golfprofessionals, gehouden van 1970 tot en met 2003.
In de 60'er jaren werd Pierre Menet, president van Lancôme, benaderd door Gaëtan Mourgue D'Algue en Dominique Motte met het voorstel een golfevenement te organiseren om de golfsport meer bekendheid te geven. 
In 1970 werd de eerste Trophée Lancôme over 54 holes gespeeld. Het toernooi werd erkend door de Franse PGA. In 1972 werd het een toernooi van 72 holes. Vanaf 1976 maakte het toernooi deel uit van de Europese Tour, en het werd altijd op Saint-Nom-la-Bretèche gespeeld.

## Winnaars
| Jaar | Winnaar                               | Land             |
| ---- | ------------------------------------- | ---------------- |
| 2003 | Retief Goosen                         | Zuid-Afrika      |
| 2002 | Alex Cejka                            | Duitsland        |
| 2001 | Sergio García                         | Spanje           |
| 2000 | Retief Goosen                         | Zuid-Afrika      |
| 1999 | Pierre Fulke                          | Zweden           |
| 1998 | Miguel Ángel Jiménez                  | Spanje           |
| 1997 | Mark O'Meara                          | Verenigde Staten |
| 1996 | Jesper Parnevik                       | Zweden           |
| 1995 | Colin Montgomerie                     | Schotland        |
| 1994 | Vijay Singh                           | Fiji             |
| 1993 | Ian Woosnam                           | Wales            |
| 1992 | Mark Roe                              | Engeland         |
| 1991 | Frank Nobilo                          | Nieuw-Zeeland    |
| 1990 | José María Olazabal                   | Spanje           |
| 1989 | Eduardo Romero                        | Argentinië       |
| 1988 | Severiano Ballesteros                 | Spanje           |
| 1987 | Ian Woosnam                           | Wales            |
| 1986 | Severiano Ballesteros Bernhard Langer | Spanje Duitsland |
| 1985 | Nick Price                            | Zimbabwe         |
| 1984 | Sandy Lyle                            | Schotland        |
| 1983 | Severiano Ballesteros                 | Spanje           |
| 1982 | David Graham                          | Australië        |
| 1981 | David Graham                          | Australië        |
| 1980 | Lee Trevino                           | Verenigde Staten |
| 1979 | Johnny Miller                         | Verenigde Staten |
| 1978 | Lee Trevino                           | Verenigde Staten |
| 1977 | Graham Marsh                          | Australië        |
| 1976 | Severiano Ballesteros                 | Spanje           |
| 1975 | Gary Player                           | Zuid-Afrika      |
| 1974 | Billy Casper                          | Verenigde Staten |
| 1973 | Johnny Miller                         | Verenigde Staten |
| 1972 | Tommy Aaron                           | Verenigde Staten |
| 1971 | Arnold Palmer                         | Verenigde Staten |
| 1970 | Tony Jacklin                          | Engeland         |

Abama Open de Canarias ·
AGF Open ·
Allianz Open de Lyon ·
Andalucia Masters ·
ANZ Kampioenschap ·
Argentijns Open ·
Atlantic Open ·
Australian Masters ·
Ballantine's Kampioenschap ·
Barcelona Open ·
Belgisch Open ·
Benson & Hedges International Open ·
BMW Asian Open ·
Brazil Rio de Janeiro 500 Years Open ·
Brazil São Paulo 500 Years Open ·
British Masters ·
Callers of Newcastle ·
Cannes Open ·
Car Care Plan International ·
Castelló Masters ·
Celtic International ·
Dimension Data Pro-Am ·
Double Diamond International ·
Duits Open ·
El Bosque Open ·
El Paraiso Open ·
Engels Open ·
Epson Grand Prix of Europe ·
Estoril Open ·
Extremadura Open ·
German Masters ·
Girona Open ·
Glasgow Open ·
Great North Open ·
Greater Manchester Open ·
Greg Norman Holden International ·
GSI L'Equipe Open ·
Heineken Classic ·
Honda Open ·
Indian Masters ·
Indonesian Open ·
Iskandar Johor Open ·
Jersey Open ·
John Player Classic ·
John Player Trophy ·
Johnnie Walker Classic ·
Kerrygold International Classic ·
Kronenbourg Open ·
Lawrence Batley International ·
Madrid Masters ·
Madrid Open ·
Mallorca Open ·
Marokkaans Open ·
Martini International ·
Match Play Championship ·
Merseyside International Open ·
Monte Carlo Open ·
Murphy's Cup ·
Nelson Mandela Championship ·
New Zealand Open ·
Newcastle Brown "900" Open ·
NH Collection Open ·
Nordic Open ·
North West of Ireland Open ·
Oki Pro-Am ·
Open Catalonia ·
Open de Andalucía ·
Open de Baleares ·
Open de Sevilla ·
Open Mediterrania ·
Open Novotel Perrier ·
Penfold Tournament ·
Perth International Golf Championship ·
Piccadilly Medal ·
PLM Open ·
Portugees Open ·
Roma Masters ·
Saint-Omer Open ·
Sanyo Open ·
Sarazen World Open ·
Scandinavian Enterprise Open ·
Schots PGA Kampioenschap ·
Siciliaans Open ·
Singapore Masters ·
Skol Lager Individual ·
TCL Classic ·
Tenerife Open ·
The Championship at Laguna National ·
The Heritage ·
Timex Open ·
TPC of Europe ·
Trophée Lancôme ·
Tunesisch Open ·
Turespaña Masters ·
Uniroyal International Championship ·
Vodacom Players Championship ·
Volvo Golf Champions ·
Volvo Open ·
W.D. & H.O. Wills Tournament ·
Wang Four Stars ·
Welsh Golf Classic